# Пасадина Хилс (Флорида)
Пасадина Хилс (енгл. Pasadena Hills) насељено је место без административног статуса у америчкој савезној држави Флорида.

## Демографија
По попису из 2010. године број становника је 7.570.
| Група             | 2000.    | 2010.         |
| Белци             | 0 (0,0%) | 6.108 (80,7%) |
| Афроамериканци    | 0 (0,0%) | 385 (5,1%)    |
| Азијати           | 0 (0,0%) | 166 (2,2%)    |
| Хиспаноамериканци | 0 (0,0%) | 801 (10,6%)   |
| Укупно            | 0        | 7.570         |